# 阿布·迪亚比
瓦西里基·阿布·迪亚比（法語：Vassiriki Abou Diaby，法語發音：[abu djabi]，1986年5月11日—），是一名裔法國職業足球員。司職中場。迪亞比被認為是一名「速度較慢，但難以防守和健壯的」全能中場，在場上善於扭過對方球員或進行傳送皮球予隊友，他亦有良好的控球能力。迪亞比的外型和場上出任的位置與阿仙奴傳奇球員相似，常被外界進行比較。可是，自效力法國球會的時期，他整個職業生涯一直受到重覆的傷患困擾。
迪亞比出生於法國巴黎東北部郊區的市鎮欧贝维利耶。他於欧贝维利耶足球会開始其職業生涯。1998年，迪亞比轉投红星，一年後被挑選成為克萊楓丹恩訓練營的一員。於訓練營的頭3年間，他亦一直跟隨紅星隊進行操練，直至2001年，他轉投至巴黎聖日耳門。因球會的一次行政失誤，迪亞比以自由身轉投歐塞爾的青年軍。效力了青年軍2年後，他於2004-05賽季成為一線隊的成員，曾代表球隊於歐洲足協盃上陣。2006年1月，迪亞比轉會至英格蘭超級足球聯賽球會阿仙奴，與球會簽下一份長期合約，但球會並沒透露轉會費。同月，他首次代表阿仙奴上陣，並於3個月後對陣阿士東維拉時攻入轉會後首個入球。可是，轉會後5個月對陣新特蘭時，迪亞比被對方的丹·史密斯弄傷足踝，自此，他在阿仙奴的生涯被大大小小的傷患困擾。
在國家隊方面，迪亞比曾代表法國 U19和法國 U21上陣。於U21時期，迪亞比隨隊贏得2005年歐洲U-19足球錦標賽冠軍。2007年3月，他在對陣立陶宛國家足球隊時，首次代表法國隊上陣。他曾代表法國上陣16場，並參加了2010年世界盃，正選上陣了3場分組賽。

## 球會生涯

### 早期
迪亞比在13歲加入巴黎聖日耳門，但他卻是馬賽的球迷，他在兩年後便離隊 。
2003年加入另一支法甲球會歐塞爾，當時歐塞爾贏得國內的十六歲以下冠軍盃賽。他的教練基斯坦·亨拿（Christian Henna）形容他聰明、有技術、速度快。他成為一個步大力雄的中場球員。
2004年，他簽下歐塞爾一隊的合約，2004/05球季合共上陣5場，2005/06首半季亦上陣5場。他在2004年8月14日對雷恩首次上陣，為後備入替。

### 阿仙奴
2006年1月12日，迪亞比以二百萬英鎊轉會費加盟阿仙奴，加入兵工廠前曾和同市球會車路士接觸。他穿上阿仙奴的2號球衣，此號碼自李爾·迪臣（Lee Dixon）退休後一直未被使用。迪亞比加盟的作用是取代當季已離隊的前隊長韋拉和在2007下半年離隊往巴塞隆納效力之亨利，大家都有硬朗的踢法。他亦能出任進攻中場、中場指揮官等職位，以控制4面的前鋒線球員。2006年1月21日0:1落敗給愛華頓一戰首次上陣。4月1日5:0大勝阿士東維拉一戰取得首個入球，當時他入替同是新加盟的艾迪巴約。在2006年5月1日對新特蘭的一場聯賽裡，被對方球員丹·史密夫（Dan Smith）踢傷需休養達半年。傷癒復出第一場後，2007年1月9日，迪亞比重返賽場，於聯賽盃8強6:3大勝利物浦的賽事中後備入替禾確特。
2007年英格蘭聯賽盃決賽，迪亞比意外傷及車路士隊長左邊顎部，泰利需即時退賽並送院治理，後來證實只是虛驚一場，不用長期養傷。
2007/08球季，迪亞比開季表現不俗，雲加將他放在左側位置以擴闊視野，增強信心，他出任中場時常猶豫不決。轉位置後，作用立即在對打比郡一戰發揮出作用，後備入替受傷的路斯基後，以一記25碼遠射破網。
2007年12月12日，迪亞比首次於歐洲聯賽冠軍盃入球，2:1擊敗布加勒斯特星隊一仗為球隊先開紀錄。2008年3月29日，英超對保頓的賽事中，因對保頓球員拉芬·史汀遜（Gretar Rafn Steinsson）犯規而首次吃下紅牌。
2008年4月8日，迪亞比射入個入第二個歐聯入球，8強作客利物浦晏菲路球場為球隊先開紀錄，但後來因傷退下火線。
法米尼轉會AC米蘭後，迪亞比再球會和另兩名小將丹尼遜和桑治爭奪一席正選位置，此外，中場線還有法比加斯、比斯卓夫、伊保爾、禾確特和艾朗藍斯等高手。
2009年8月29日，迪亞比在英超聯賽作客曼聯的賽事下半場19分鐘把由傑斯開出的罰球在無壓力情況下頂入己方龍門，直接令阿仙奴以1：2負予曼聯，此敗仗並成為阿仙奴在2009/10球季的首場敗仗。
2011年至2014年，迪亞比基於傷患，3年間英超正選上陣數僅僅9次，另有6場是後備上陣，可惜均無入球及助攻。
2015年6月10日，迪亞比不獲阿仙奴續約，會以自由身離開。

## 國際賽生涯

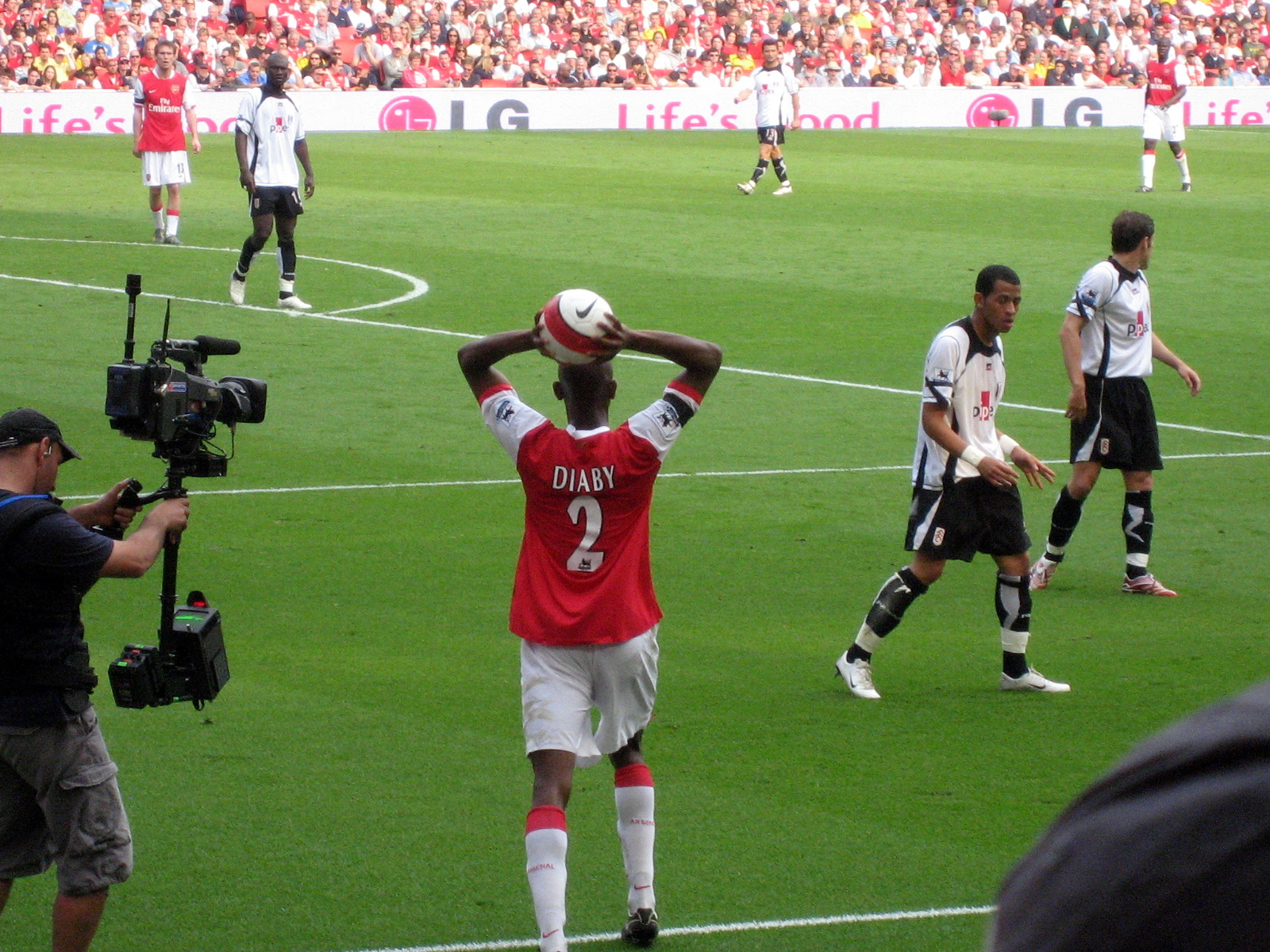
2006/07年球季英超對富咸的賽事，迪亞比正在扔出界外球。

迪亞比曾14次為法國U19國家隊上陣，在2005年歐洲國家盃賽事中更以隊長身份披甲。2006年2月，戴亞比首次為法國U21隊上陣。
迪亞比出戰歐洲U21國家盃時弄傷腳踝，以致無法在2006年歐聯決賽對巴塞隆拿一戰上陣。
2007年3月15日，迪亞比被法國國家隊徵召出戰兩場賽事，在首戰2008年歐洲國家盃外圍賽對立陶宛一戰後備入替馬路達取得好表現，因而第二戰對奧地利贏得正選席位，合共上陣57分鐘，最後法國以1:0取勝。

## 生涯統計

### 球會
截至2016年8月27日
| 球會     | 賽季        | 聯賽 | 聯賽 | 盃賽 | 盃賽 | 歐洲賽事 | 歐洲賽事 | 總計 | 總計 |
| 球會     | 賽季        | 出場 | 入球 | 出場 | 入球 | 出場     | 入球     | 出場 | 入球 |
| -------- | ----------- | ---- | ---- | ---- | ---- | -------- | -------- | ---- | ---- |
| 歐塞爾   | 2004-05賽季 | 5    | 0    | 0    | 0    | 2        | 0        | 7    | 0    |
| 歐塞爾   | 2005-06賽季 | 5    | 1    | 0    | 0    | 2        | 0        | 7    | 1    |
| 歐塞爾   | 總計        | 10   | 1    | 0    | 0    | 4        | 0        | 14   | 1    |
| 阿仙奴   | 2005-06賽季 | 12   | 1    | 2    | 0    | 2        | 0        | 16   | 1    |
| 阿仙奴   | 2006–07賽季 | 12   | 1    | 5    | 0    | 1        | 0        | 18   | 1    |
| 阿仙奴   | 2007-08賽季 | 15   | 1    | 7    | 1    | 6        | 2        | 28   | 4    |
| 阿仙奴   | 2008-09賽季 | 24   | 3    | 5    | 0    | 7        | 1        | 36   | 4    |
| 阿仙奴   | 2009–10賽季 | 29   | 6    | 1    | 0    | 10       | 1        | 40   | 7    |
| 阿仙奴   | 2010-11賽季 | 16   | 2    | 3    | 0    | 1        | 0        | 20   | 2    |
| 阿仙奴   | 2011-12賽季 | 4    | 0    | 0    | 0    | 1        | 0        | 5    | 0    |
| 阿仙奴   | 2012-13賽季 | 11   | 0    | 3    | 0    | 1        | 0        | 15   | 0    |
| 阿仙奴   | 2013-14賽季 | 1    | 0    | 0    | 0    | 0        | 0        | 1    | 0    |
| 阿仙奴   | 2014-15賽季 | 0    | 0    | 1    | 0    | 0        | 0        | 1    | 0    |
| 阿仙奴   | 總計        | 124  | 14   | 27   | 1    | 29       | 4        | 180  | 19   |
| 马赛     | 2015-16賽季 | 3    | 0    | 1    | 0    | 0        | 0        | 4    | 0    |
| 马赛     | 2016-17賽季 | 2    | 0    | 0    | 0    | 0        | 0        | 2    | 0    |
| 马赛     | 總計        | 5    | 0    | 1    | 0    | 0        | 0        | 6    | 0    |
| 生涯總計 | 生涯總計    | 136  | 15   | 27   | 1    | 33       | 4        | 198  | 20   |

### 國家隊上陣次數
截至2012年9月7日
| 國家隊         | 賽季    | 出場 | 入球 | 助攻 |
| -------------- | ------- | ---- | ---- | ---- |
| 法國國家足球隊 | 2006–07 | 2    | 0    | 0    |
| 法國國家足球隊 | 2007–08 | 0    | 0    | 0    |
| 法國國家足球隊 | 2008–09 | 0    | 0    | 0    |
| 法國國家足球隊 | 2009–10 | 6    | 0    | 0    |
| 法國國家足球隊 | 2010–11 | 7    | 0    | 0    |
| 法國國家足球隊 | 2011–12 | 0    | 0    | 0    |
| 法國國家足球隊 | 2012–13 | 1    | 1    | 0    |
| 總計           | 總計    | 16   | 1    | 0    |

### 國家隊入球
法國隊的比數及入球列前。
| # | 日期         | 地點                                   | 對手 | 比數 | 賽果 | 比賽                       |
| - | ------------ | -------------------------------------- | ---- | ---- | ---- | -------------------------- |
| 1 | 2012年9月7日 | 芬蘭，赫爾辛基，赫爾辛基奧林匹克體育場 | 芬兰 | 1–0  | 1–0  | 2014年國際足協世界盃外圍賽 |

## 榮譽

### 國家隊
法國 U19
- 歐洲U-19足球錦標賽冠軍：2005年

## 外部連結
- 阿布·迪亚比於阿仙奴官方網站上的資料
- 足球数据库：阿布·迪亚比的球员统计数据